# Колев, Божил
Бо́жил Найде́нов Ко́лев (болг. Божил Найденов Колев; род. 20 мая 1949, Цонево, Варненская область) — болгарский футболист и футбольный тренер, участник чемпионата мира 1974 года.

## Биография

### Клубная карьера
Колев начинал карьеру в клубе «Черно море», в котором отыграл три сезона в качестве одного из основных полузащитников.
В 1970 году перешёл в софийский ЦСКА, в котором отыграл 9 сезонов, выиграв в составе «армейцев» 5 чемпионских титулов и 3 Кубка Болгарии.
После девяти сезонов за ЦСКА вернулся в «Черно море», за который отыграл два сезона, а затем уехал на Кипр, где играл за никосийскую «Омонию». В составе «Омонии» по итогам сезона 1980/81 он стал чемпионом Кипра и обладателем Кубка страны и завершил карьеру игрока.

### Карьера в сборной
В составе сборной Болгарии был участником чемпионата мира 1974 года, на котором сыграл три матча. Всего за сборную Болгарии сыграл 60 матчей, в которых забил 8 голов.

### Тренерская карьера
Колев работал главным тренером «Черно море» (1985—1989, 1992—1994, 2000—2001), «Омонии» (1989—1990), «Неа Саламина» (1990—1991) и софийского ЦСКА (1994).

## Достижения
ЦСКА (София)
- Чемпион Болгарии (5): 1970/1971, 1971/1972, 1972/1973, 1974/1975, 1975/1976
- Обладатель Кубка Болгарии (3): 1972, 1973, 1974

Омония (Никосия)
- Чемпион Кипра (1): 1980/81
- Обладатель Кубка Кипра (1): 1980/81